# Pedro de Halcón
Pedro de Halcón, Pedro Halcón o Pedro Alcón, (Cazalla de la Sierra, España, ?-?, ?) fue un conquistador español. Participó en el descubrimiento del Perú, siendo uno de los Trece de la Fama, es decir, uno de los trece soldados españoles que no quisieron abandonar a Francisco Pizarro en la isla del Gallo. 

## Biografía
Nació en Cazalla de la Sierra, Andalucía, y fueron sus padres Diego García de Halcón e Isabel García de Clara. Muy joven aún, pasó a Sevilla, donde conoció a Gonzalo Camacho, hidalgo de la collación de San Nicolás, a quien sirvió como criado. Junto con su amo pasó a América para probar fortuna, luego de obtener licencia de la Casa de Contratación de Sevilla en 1511.
No se sabe de las actividades que realizó Halcón en el Nuevo Mundo, hasta 1526 cuando se alistó como soldado en el segundo viaje de Francisco Pizarro, que partiendo desde Panamá continuó la exploración del entonces llamado Mar del Sur, atraído por los relatos de la existencia de un rico imperio. Afrontó, como todos sus compañeros, las duras penalidades que demandó dicha empresa descubridora. Estuvo en la Isla del Gallo, cuando el caballero Juan Tafur, por orden del gobernador de Panamá, vino para recoger a los expedicionarios, atendiendo una carta de uno de ellos que se quejaba de las penalidades que demandaba la empresa descubridora. Solo trece soldados se negaron a abandonar a Pizarro, siendo uno ellos Pedro de Halcón. Todos ellos fueron conocidos desde entonces como los Trece de la Fama (1527). Luego continuaron la exploración costera más al sur, descubriendo Tumbes y llegando hasta las playas del actual departamento de La Libertad (norte del actual Perú).
Halcón formó parte de la delegación que Pizarro hizo desembarcar en algún punto de la costa del departamento de Piura (posiblemente Sechura), atendiendo la invitación de la curaca lugareña, a la que los españoles llamaron Capullana por la forma de su vestido. Los otros miembros de la delegación eran Alonso de Molina, Nicolás de Ribera y Francisco de Cuellar, todos ellos del selecto grupo de los Trece de la Fama. Pedro de Halcón se vistió muy elegantemente para la ocasión, con un jubón de terciopelo y calzas negras, lo que causó no poca impresión entre sus compañeros. Todos ellos fueron al encuentro de la Capullana, quien les dio un gran recibimiento. Cuenta el cronista Pedro Cieza de León que desde el primer momento en que Halcón vio a la Capullana, no aparto su mirada de ella, dando “suspiros y gemidos”. La curaca preguntó a los españoles por qué no había venido el mismo Pizarro, y ante la respuesta de que se hallaba cansado, decidió ir personalmente para invitarlo a tomar tierra. Pizarro terminó por aceptar y quedó concertado para el día siguiente la celebración de un banquete. Este resultó magnífico y aprovechó Pizarro la ocasión para tomar posesión del lugar a nombre de la Corona de Castilla.
Terminados los agasajos, Pizarro y los suyos retornaron a la nave, pero Halcón, muy enamorado de la Capullana, quiso quedarse en tierra, por lo que tuvo que ser llevado a la fuerza por sus compañeros. Se dice que opuso gran resistencia y vociferaba que era hermano del rey y que le querían arrebatar sus posesiones; llegó incluso a sacar su espada, pero a tiempo lo contuvo el piloto Bartolomé Ruiz, dándole con un remo un golpe en la cabeza . Desde entonces lo tuvieron por loco y lo mantuvieron encadenado en el sollado de la nave. No hay más información de este personaje, salvo que se contó entre los beneficiados de la Capitulación de Toledo con el privilegio de la hidalguía.